# Diuronotus aspetos
Diuronotus aspetos is een buikharige uit de familie Muselliferidae. Het dier komt uit het geslacht Diuronotus. Diuronotus aspetos werd in 2005 voor het eerst wetenschappelijk beschreven door Todaro, Balsamo & Kristensen. 